# Prunus debilis
Prunus debilis är en rosväxtart som beskrevs av Emil Bernhard Koehne. Prunus debilis ingår i släktet prunusar, och familjen rosväxter. Inga underarter finns listade i Catalogue of Life.